# Jean de Hesdin
Jean de Hesdin, noto anche come Giovanni da Hesdin (Hesdin, 1320 circa – 1412), è stato un teologo francese.

## Biografia
Nacque ad Hesdin nella regione francese dell'Artois e dovette seguire degli studi religiosi, come costume in quei tempi, tanto da diventare frate nella congregazione dell'Ordine dei frati ospitalieri di san Giovanni di Gerusalemme. Completati gli studi, si trasferì a Parigi dove rimase per gran parte della sua vita. Qui divenne professore di teologia, arrivando a diventare decano della facoltà di teologia alla Sorbona.
Entrò poi nella casa del cardinale Guy de Boulogne, vescovo di Porto. Alla morte del cardinale nel novembre 1373, Jean de Hesdin divenne cappellano privato di Filippo d'Alençon, arcivescovo di Rouen.

## Opere
Scrisse un commento sul libro biblico di Giobbe, un saggio sulle lettere di Paolo ed altri scritti sul Vangelo secondo Giovanni e sul Vangelo secondo Marco.